# هامر اچ۳
هامر اچ۳ (به انگلیسی: Hummer H3) خودروی اس یو وی اندازه متوسط محصول هامر آمریکا. که بعد از هامر اچ۱ و هامر اچ۲ کوچکترین محصول این خودروساز است.
این خودرو از سال ۲۰۰۵ و با موتورهای گوناگونی به حجم ۵/۳ تا ۳/۵ لیتر و گیربکس چهار دنده اتوماتیک و پنج دنده دستی بهره می‌گیرد.
قیمت پایه این خودرو در بازار آمریکا برای پاییز ۲۰۰۸، ۴۲۴۵۰ دلار برای مدل اس یو وی و ۳۱۴۹۵ دلار برای مدل وانت آن می‌باشد.